# Square Yvette-Chauviré
Le square Yvette-Chauviré est un espace vert du 15e arrondissement de Paris.

## Situation et accès
Le square est accessible par le 18, place du Commerce.
Il est desservi par la ligne 8 à la station de métro Commerce.

## Origine du nom
Il rend hommage à la danseuse étoile Yvette Chauviré (1917-2016), qui vivait dans l'un des immeubles de la place.

## Historique
Le square a été aménagé en 1873 sous le nom de « square de la Place-du-Commerce », et est renommé « square Yvette-Chauviré » en 2017.

## Activités
Il s'y trouve un boulodrome et un jardin d'enfants.